# Base ortogonal
Em matemática, na teoria da álgebra linear, uma base ortogonal para um espaço vetorial com produto interno V é uma base para V cujos vetores são mutuamente ortogonais.  Se os vetores de uma base ortogonal forem normalizados, a base resultante é uma base ortonormal.

## Como coordenadas
Qualquer base ortogonal pode ser usada para definir um sistema de coordenadas ortogonais V. Bases ortogonais (não necessariamente ortonormais) são importantes devido à sua ocorrência a partir de coordenadas ortogonais curvilíneas nos espaços euclidianos, bem como nas variedades riemannianas e pseudoriemanniana.

## Em análise funcional
Em análise funcional, uma base ortonormal é qualquer base obtida a partir de uma base ortonormal (ou base de Hilbert) por meio da multiplicação por escalares não nulos.

## Extensões
O conceito de base ortogonal (mas não ortonormal) aplica-se a um espaço vetorial V (sobre qualquer corpo) equipado com uma forma bilinear simétrica {\displaystyle \langle \cdot ,\cdot \rangle ,} em que a ortogonalidade dos vetores v e w significa {\displaystyle \langle v,w\rangle =0.} Para uma base ortogonal {ek} :
{\displaystyle \langle \mathbf {e} _{j},\mathbf {e} _{k}\rangle =\left\{{\begin{array}{ll}q(\mathbf {e} _{k})&j=k\\0&j\neq k\end{array}}\right.\quad ,}
em que q é uma forma quadrática associada a {\displaystyle \langle \cdot ,\cdot \rangle :} {\displaystyle q(v)=\langle \cdot ,\cdot \rangle } (em um espaço com produto interno {\displaystyle q(v)=|v|^{2}}). Assim,
{\displaystyle \langle \mathbf {v} ,\mathbf {w} \rangle =\sum \limits _{k}q(\mathbf {e} _{k})v^{k}w^{k}\ ,}
em que vk e wk são componentes de v e w em {ek} .